# Dom Józefa Mehoffera w Krakowie
Dom Józefa Mehoffera – oddział Muzeum Narodowego w Krakowie poświęcony artyście Józefowi Mehofferowi, mieszczący się w Krakowie przy ulicy Krupniczej 26.

## Lokalizacja
Muzeum umiejscowione jest w byłym domu Józefa Mehoffera, położonym przy ulicy Krupniczej 26 w krakowskiej dzielnicy Stare Miasto.

## Dom
Pierwotny, drewniany dom należał do dziadków Stanisława Wyspiańskiego - Rogowskich. Po pożarze Krakowa w 1850 roku wybudowali nowy, murowany. Córka Rogowskich, Maria poślubiła w 1868 roku Franciszka Wyspiańskiego i w 1869 roku urodził się w tym domu Stanisław Wyspiański. Potem właścicielem obiektu był Józef Szujski i w roku 1873 przebudował go według projektu Antoniego Łuszczkiewicza. Dobudowano piętro, centralnie usytuowaną klatkę schodową oświetloną górnym światłem, oraz kilka nowych pokoi. Następni właściciele - rodzina Tarnowskich - kamienicę wynajęli. W 1932 roku zakupił ją 63-letni wówczas Józef Mehoffer i po czteroletnim remoncie wprowadził się wraz z rodziną.  Rodzina Mehofferów nazywała ten dom „Pałacykiem pod Szyszkami” od rzeźbionych w drewnie szyszek pinii, które stanowią element dekoracji hallu i klatki schodowej. Wystrój pomieszczeń zaprojektował Józef Mehoffer.

## Muzeum
Pomysł stworzenia muzeum poddał w 1963 roku Zbigniew Mehoffer, syn artysty. Rodzinę Mehofferów przeniesiono do innych mieszkań, ale dopiero w 1979 roku przystąpiono do remontu, który ciągnął się do początków lat 90. Zbigniew Mehoffer nie doczekał otwarcia muzeum i zmarł w październiku 1985 roku, ale kontynuację jego inicjatywy przejął Ryszard Mehoffer (1922–2010), syn Zbigniewa, a wnuk Józefa Mehoffera. Po zakończeniu remontu budynku w 1986 roku przekazano go – wraz z ogrodem – zgodnie z wolą rodziny Muzeum Narodowemu w Krakowie, jako oddział poświęcony artyście. W 1987 roku Ryszard Mehoffer przekazał meble oraz wyroby rzemiosła artystycznego z dawnego wyposażenia domu, które pozwoliły urządzić muzealne wnętrza. W latach 1993–1995 przekazał ponadto bibliotekę, materiały ikonograficzne, fotografie i zbiór tkanin. Muzeum otrzymało również w depozyt trzy witraże, rzeźby, 120 prac olejnych, rysunków, projektów polichromii i witraży, a także drzeworyty japońskie (ok. 50 sztuk) i zespół pamiątek rodzinnych. Obiekt po pracach konserwatorskich i remontowych został otwarty w 1996 roku. Rodzina artysty nadal wspiera Muzeum.
Wnętrza zostały zrekonstruowane na podstawie archiwalnych fotografii, korespondencji rodzinnej oraz wspomnień i wskazówek Ryszarda Mehoffera i jego siostry Magdaleny Mehoffer-Skarżyńskiej.
Ekspozycja zajmuje 16 pomieszczeń o łącznej powierzchni 400 m². Zgromadzone eksponaty są częściowo depozytem rodziny Mehofferów, a częściowo stanowią własność Muzeum Narodowego w Krakowie. W muzeum znajdują się m.in. obrazy: Portret żony na tle Pegaza, Na letnim mieszkaniu, witraże: Caritas, Vita somnium breve oraz Wiara, Nadzieja, Miłość.

## Galeria

### Dzieła Mehoffera

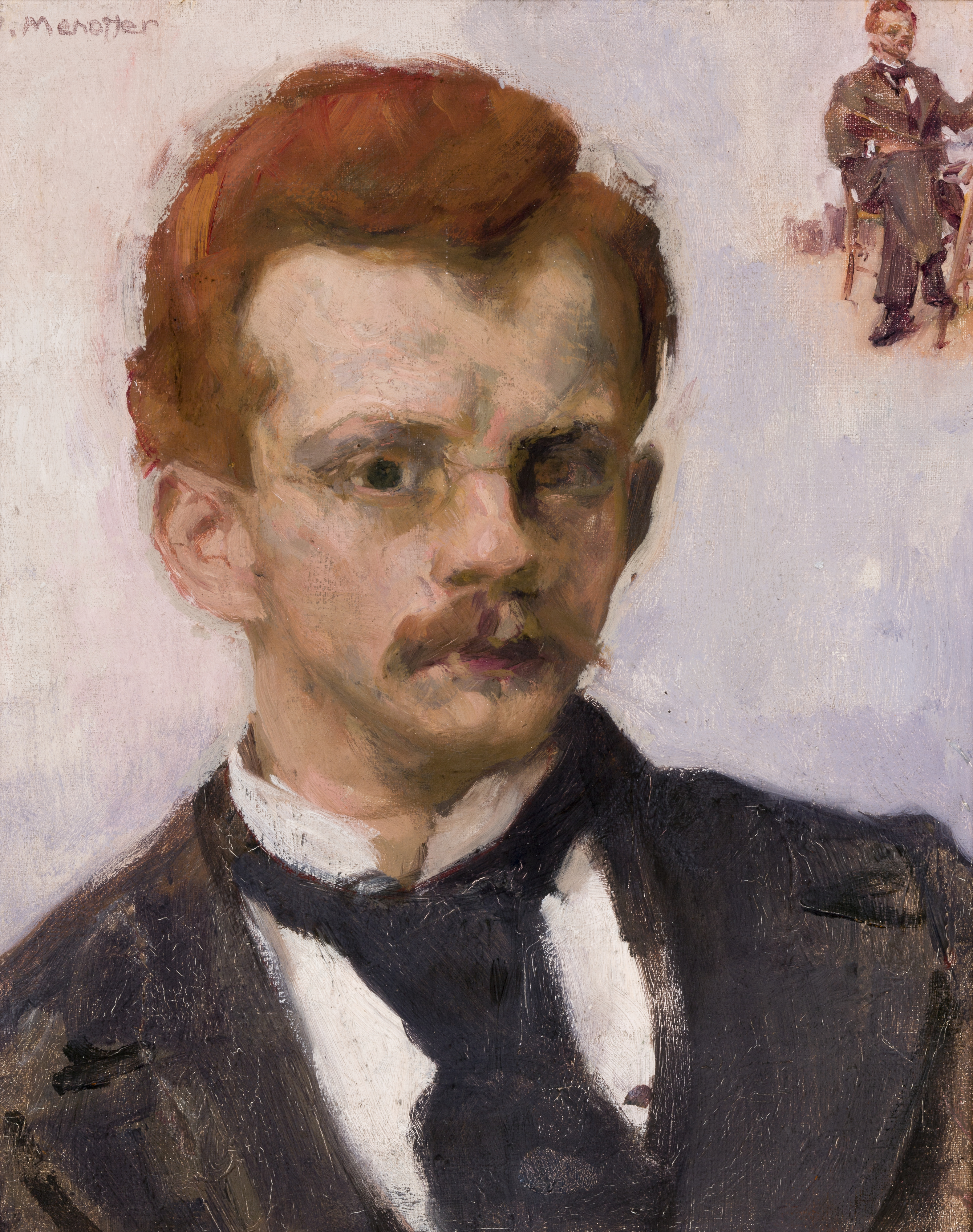
Józef Mehoffer, Autoportret (1898)
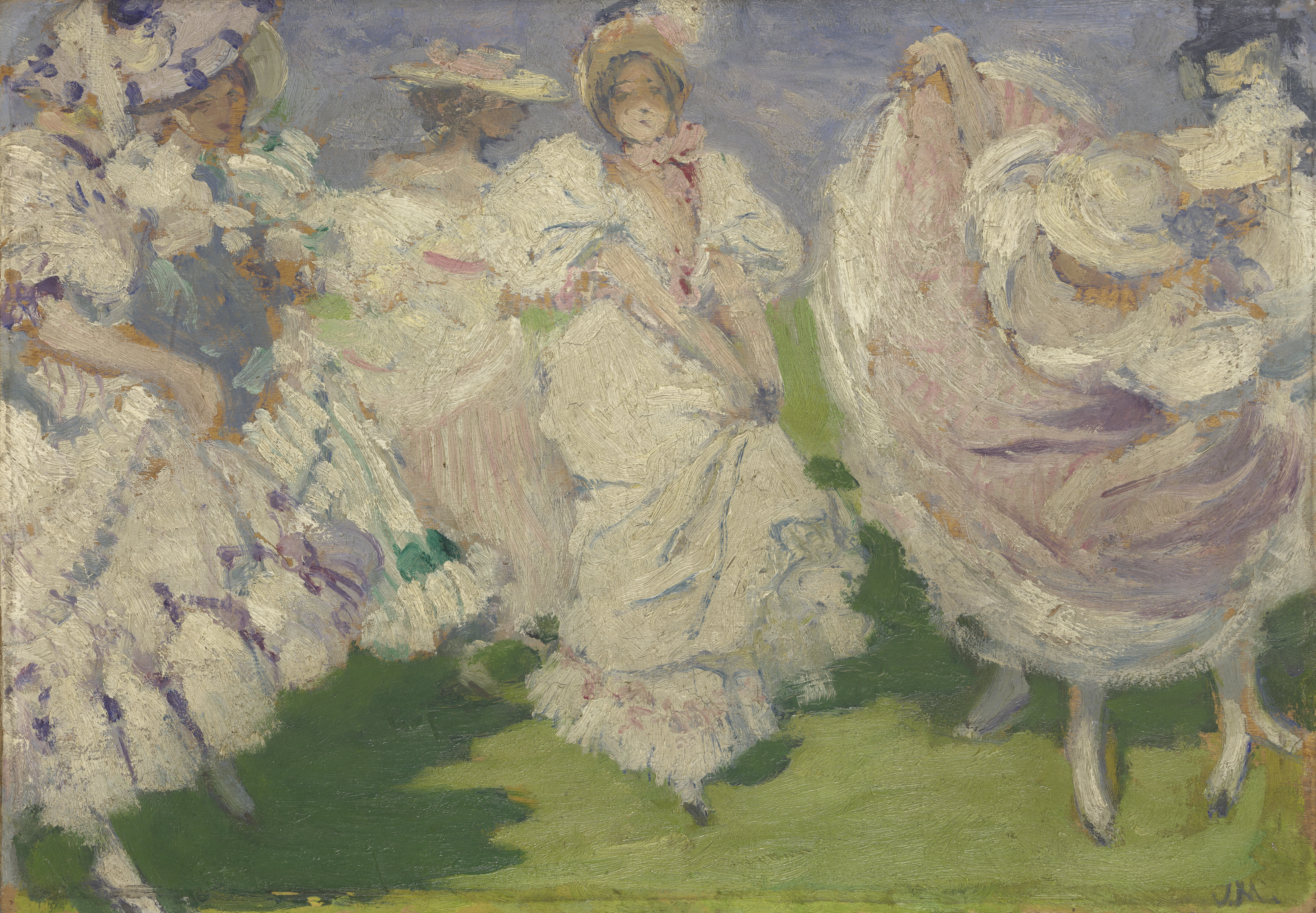
Józef Mehoffer, Taniec „Naiwne” (I) (1898)
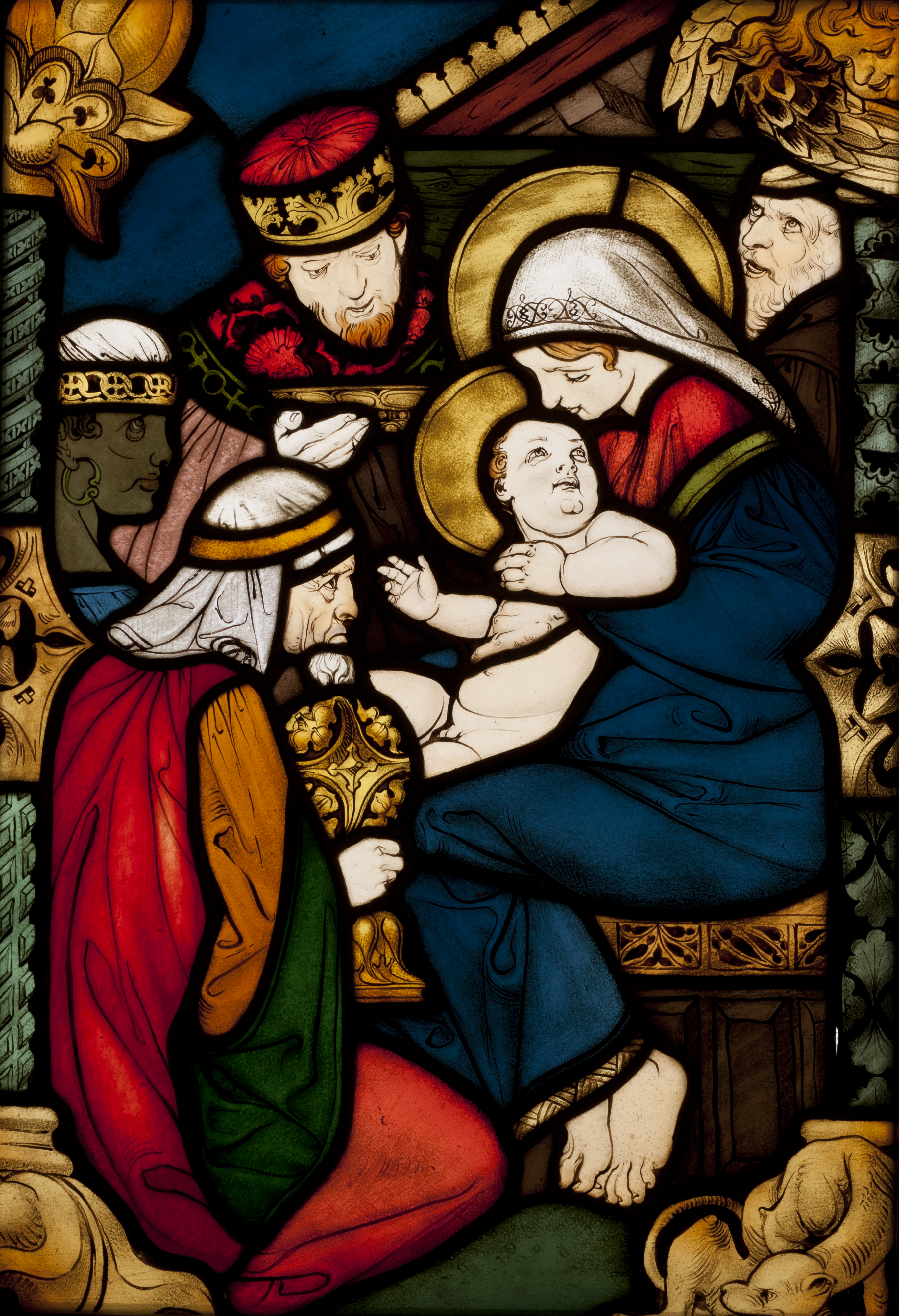
Józef Mehoffer, Pokłon Trzech Króli (1902–1904, witraż)
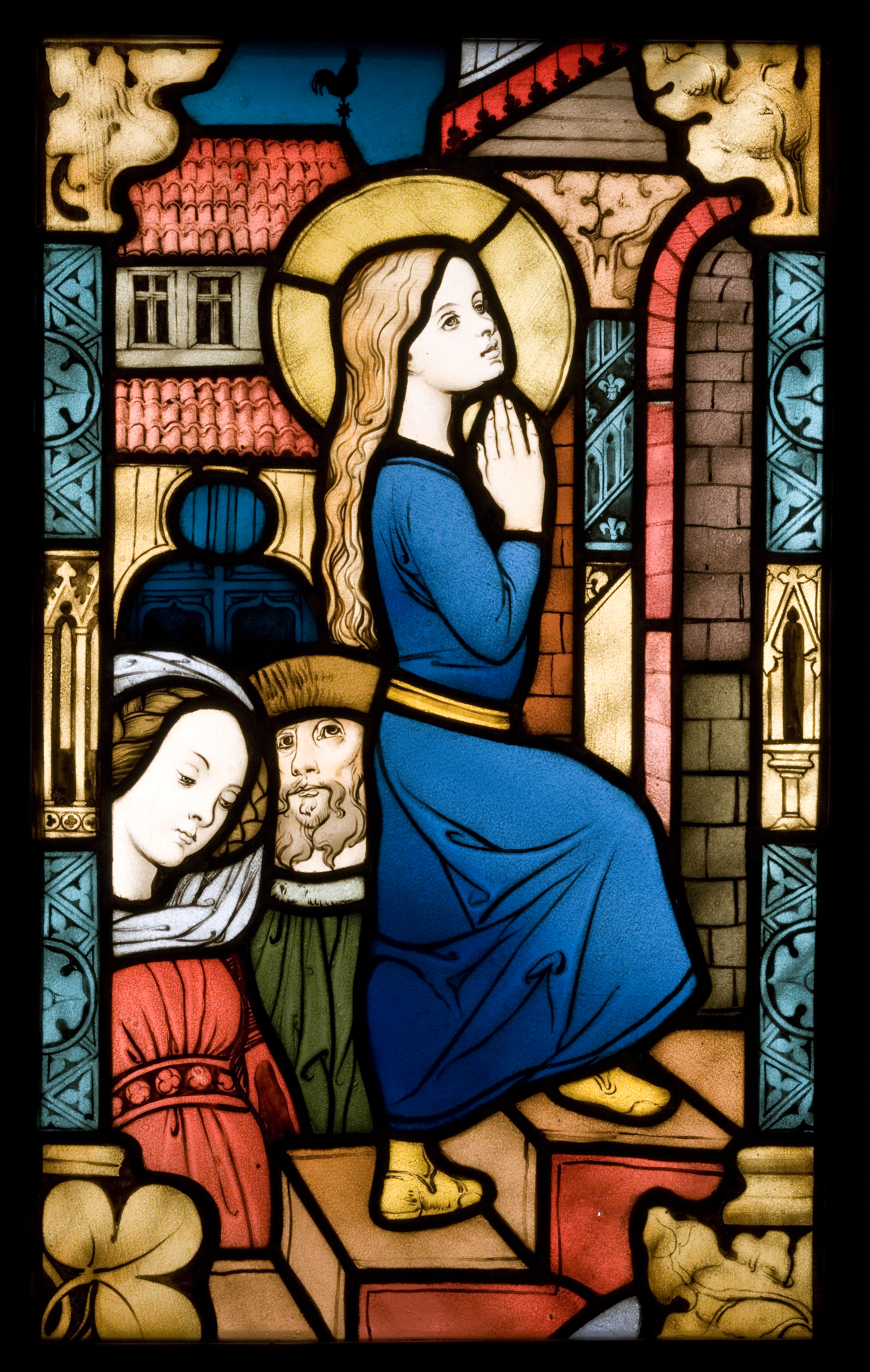
Józef Mehoffer, Ofiarowanie Marii (1902–1906, witraż)
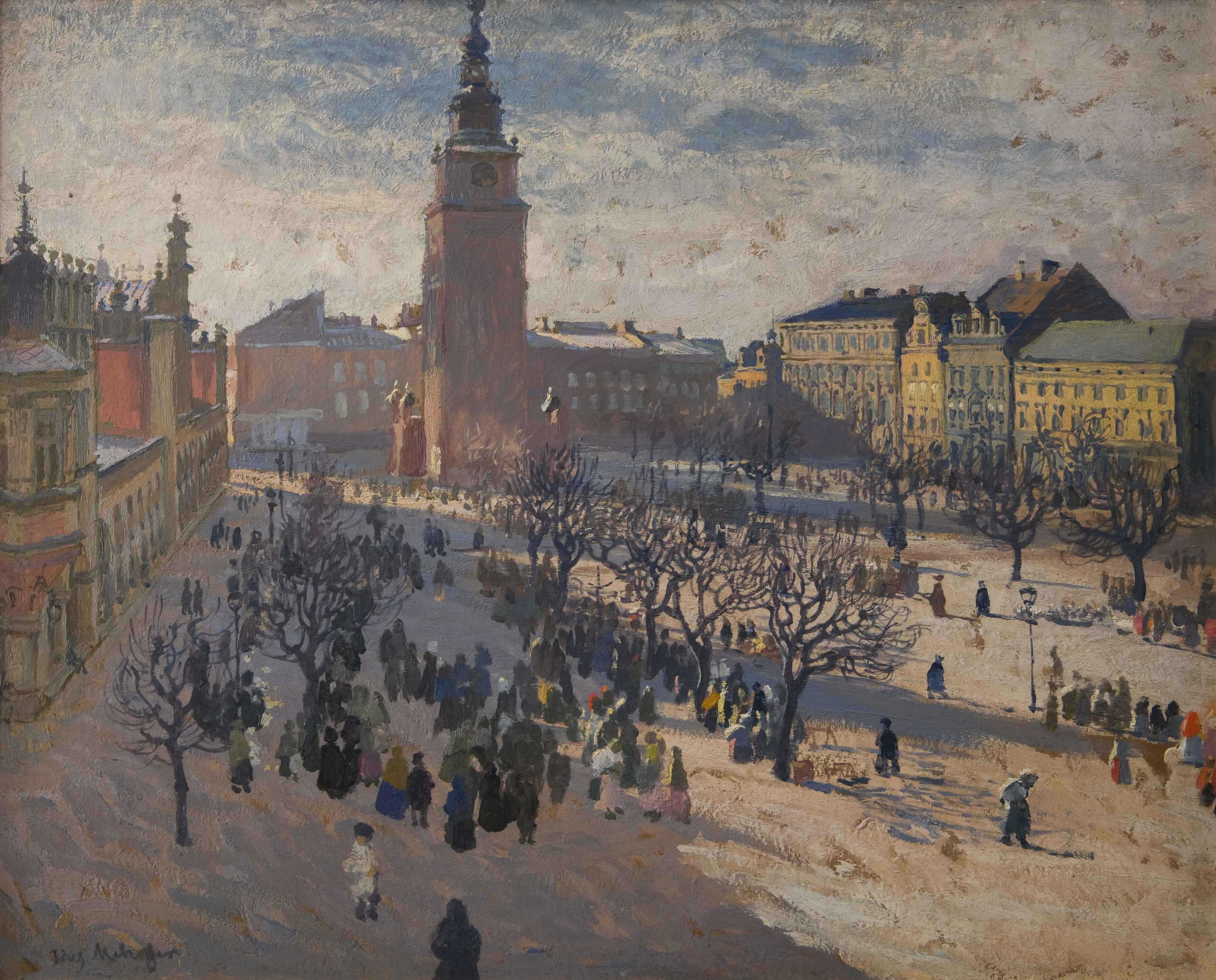
Józef Mehoffer, Rynek krakowski (1903)
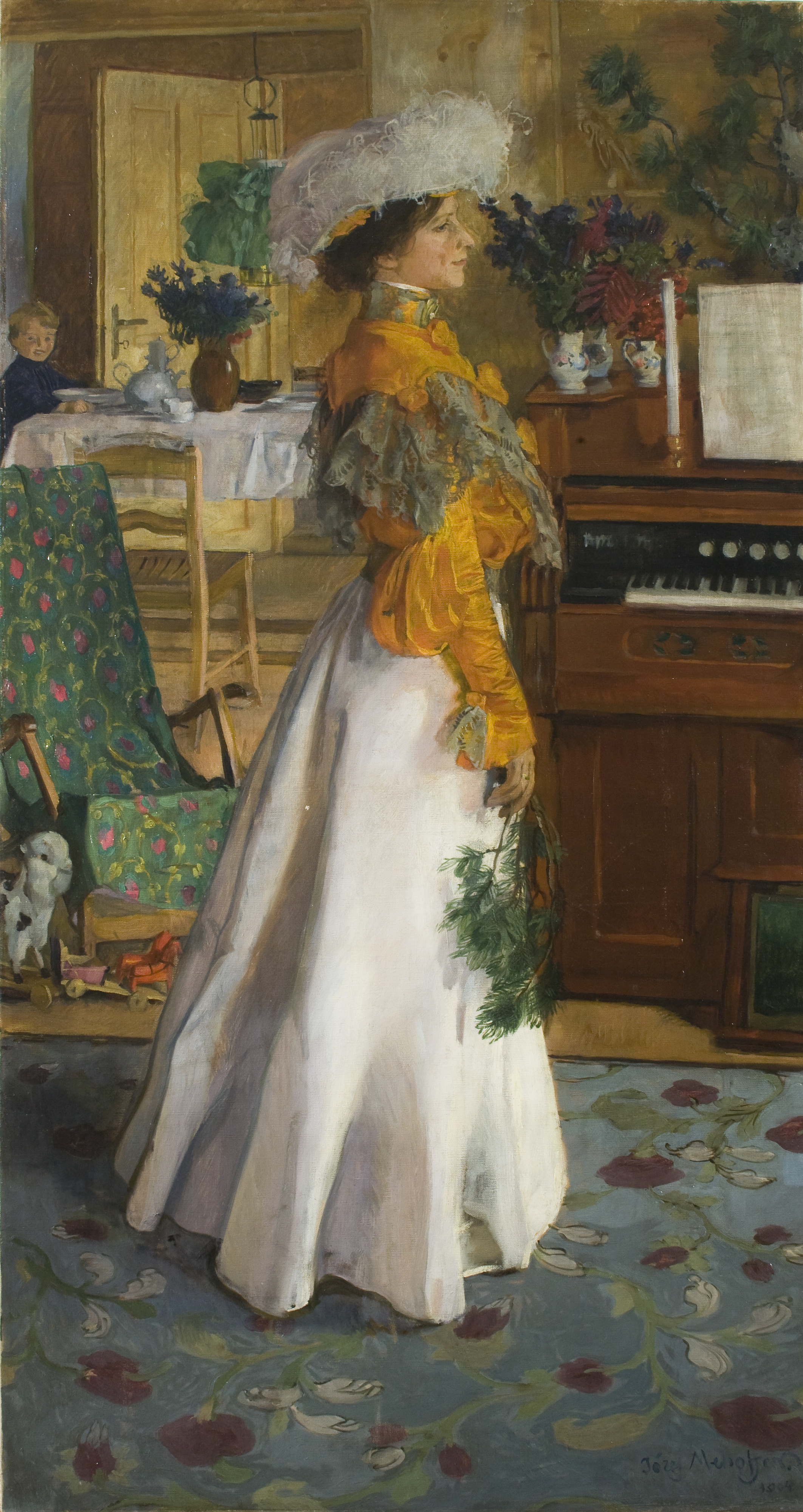
Józef Mehoffer, Na letnim mieszkaniu (1904)
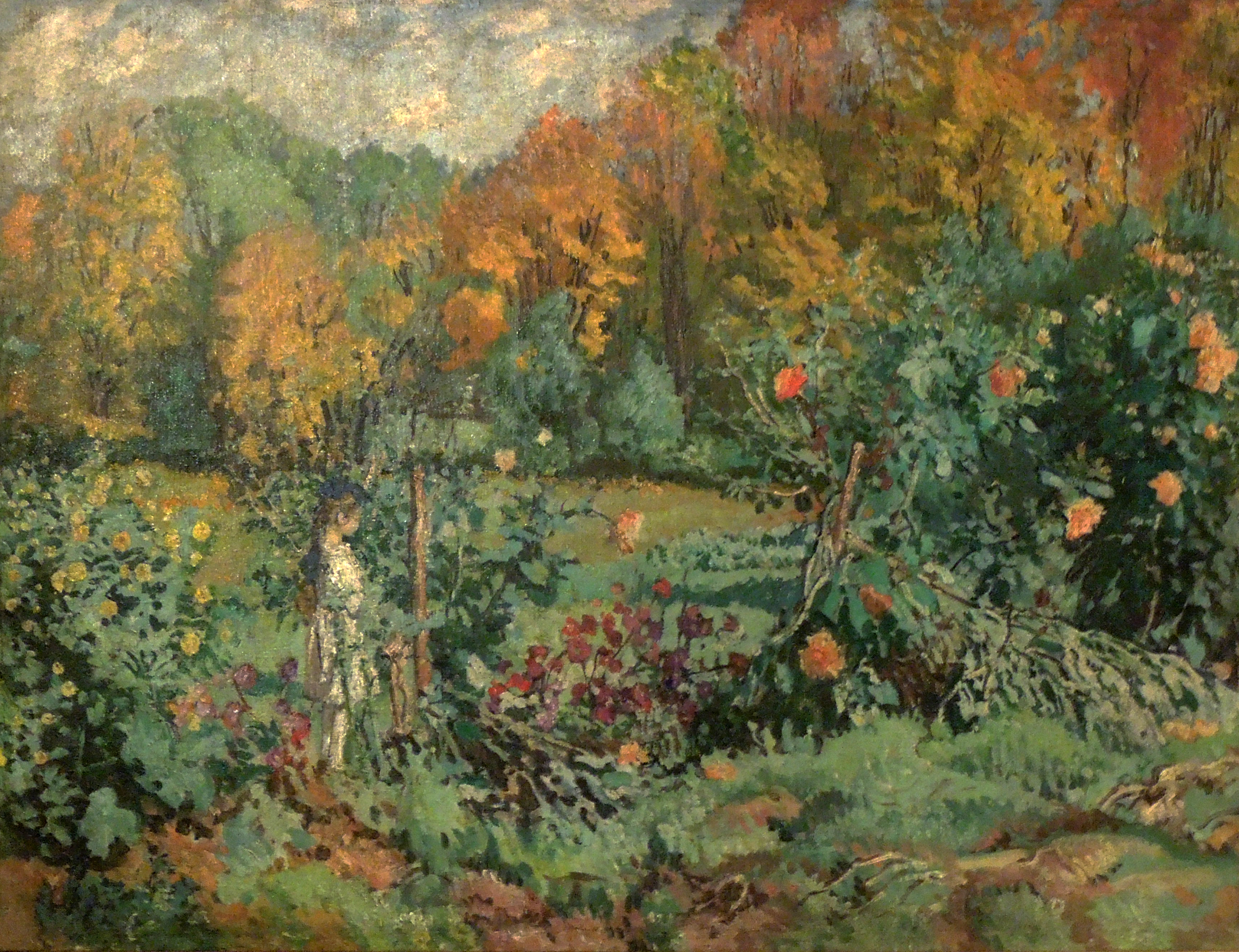
Józef Mehoffer, Zwarzony ogród
Józef Mehoffer, Czerwona parasolka (1917)
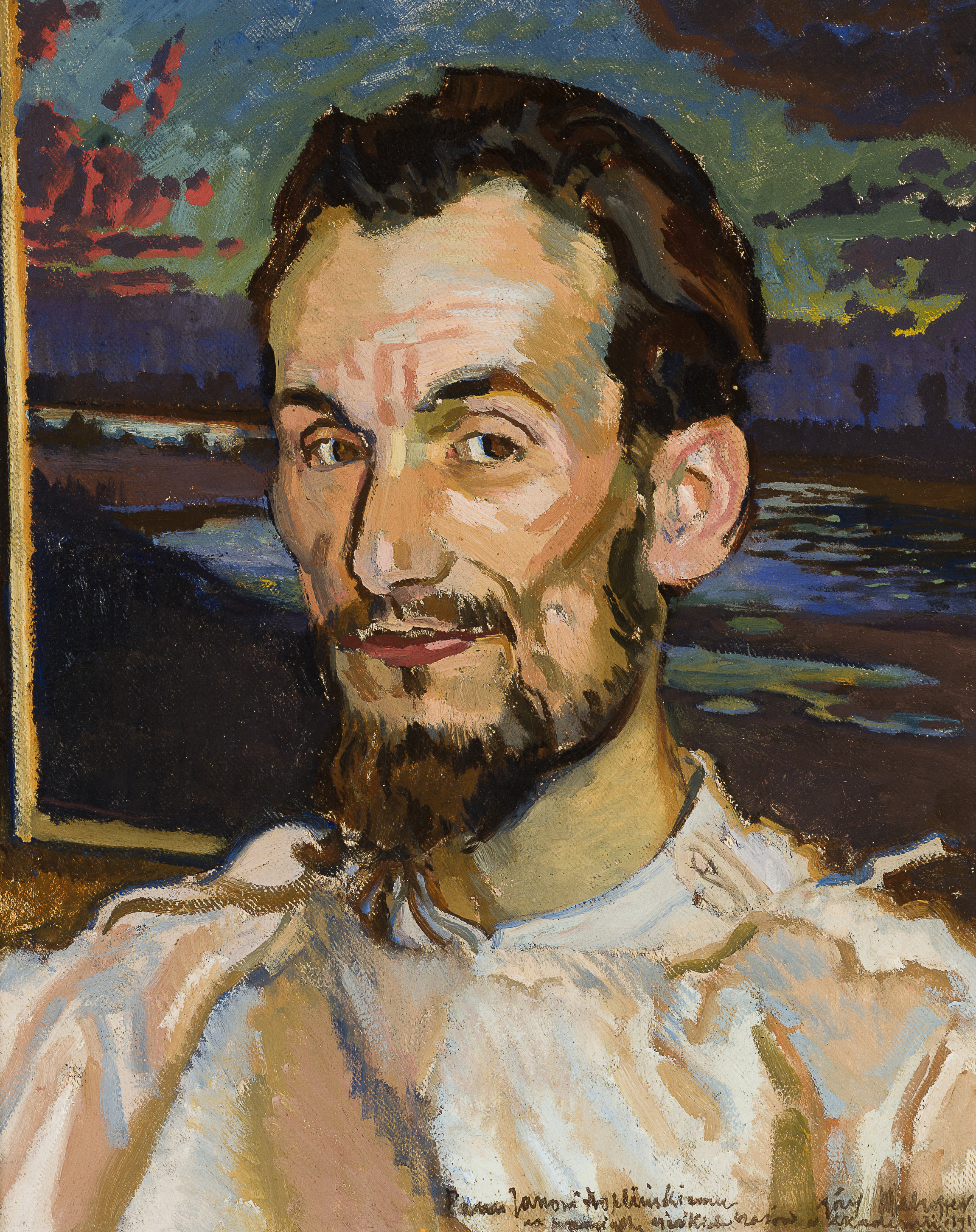
Józef Mehoffer, Portret Jana Hoplińskiego (1919)
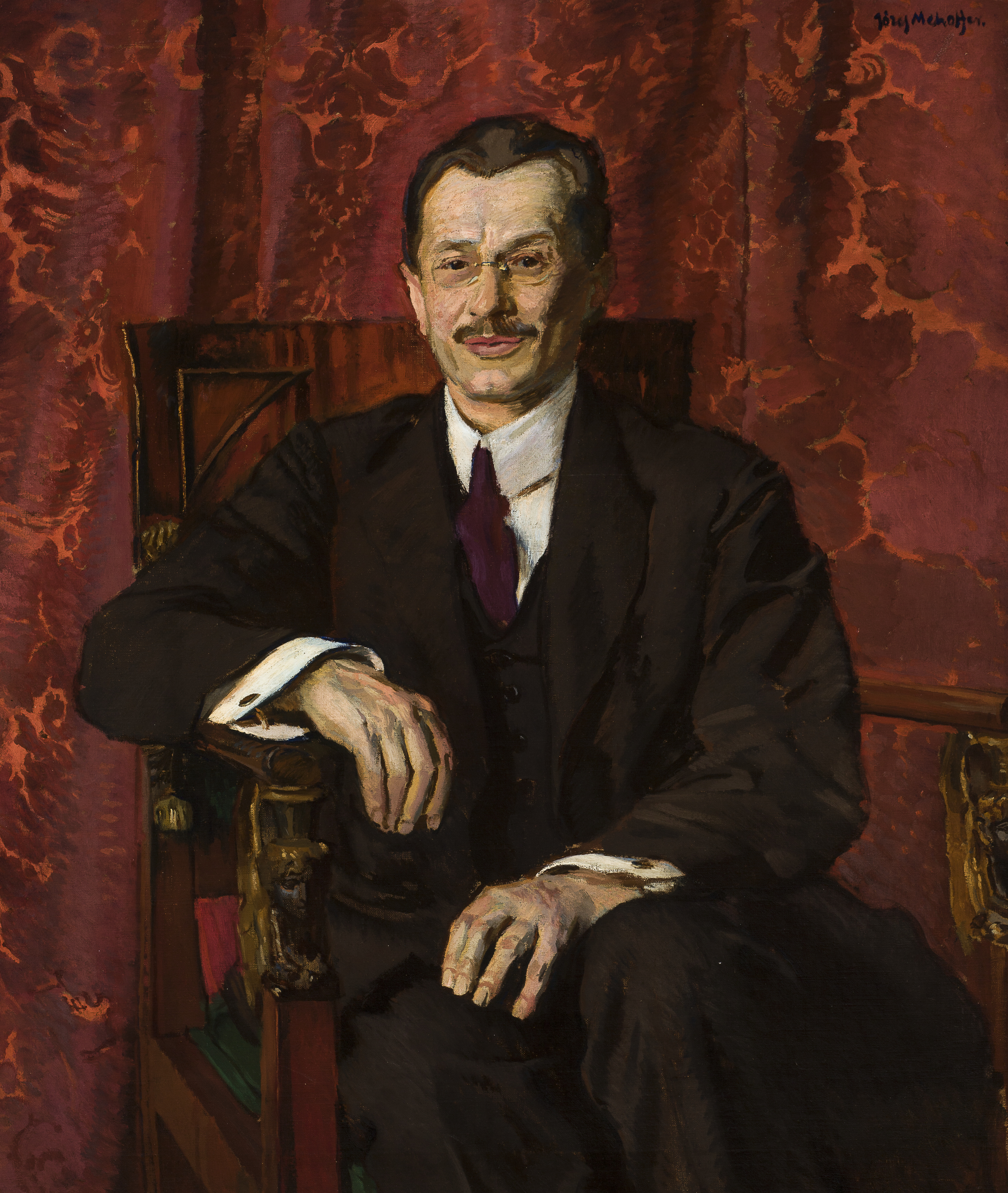
Józef Mehoffer, Portret Stanisława Łomińskiego (1922)
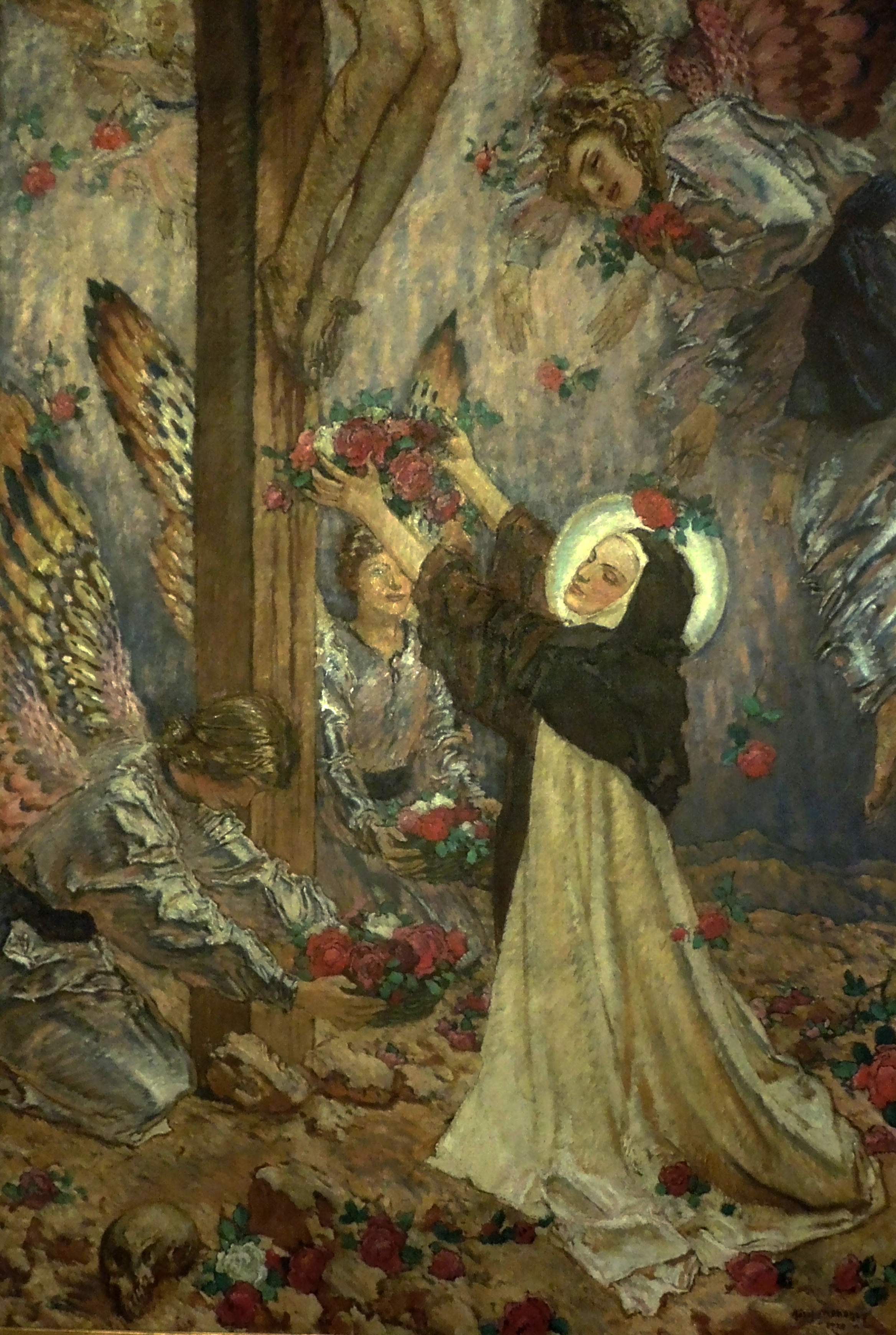
Józef Mehoffer, Święta Teresa z Lisieux (1929)

### Inne dzieła w zasobach Domu Mehoffera

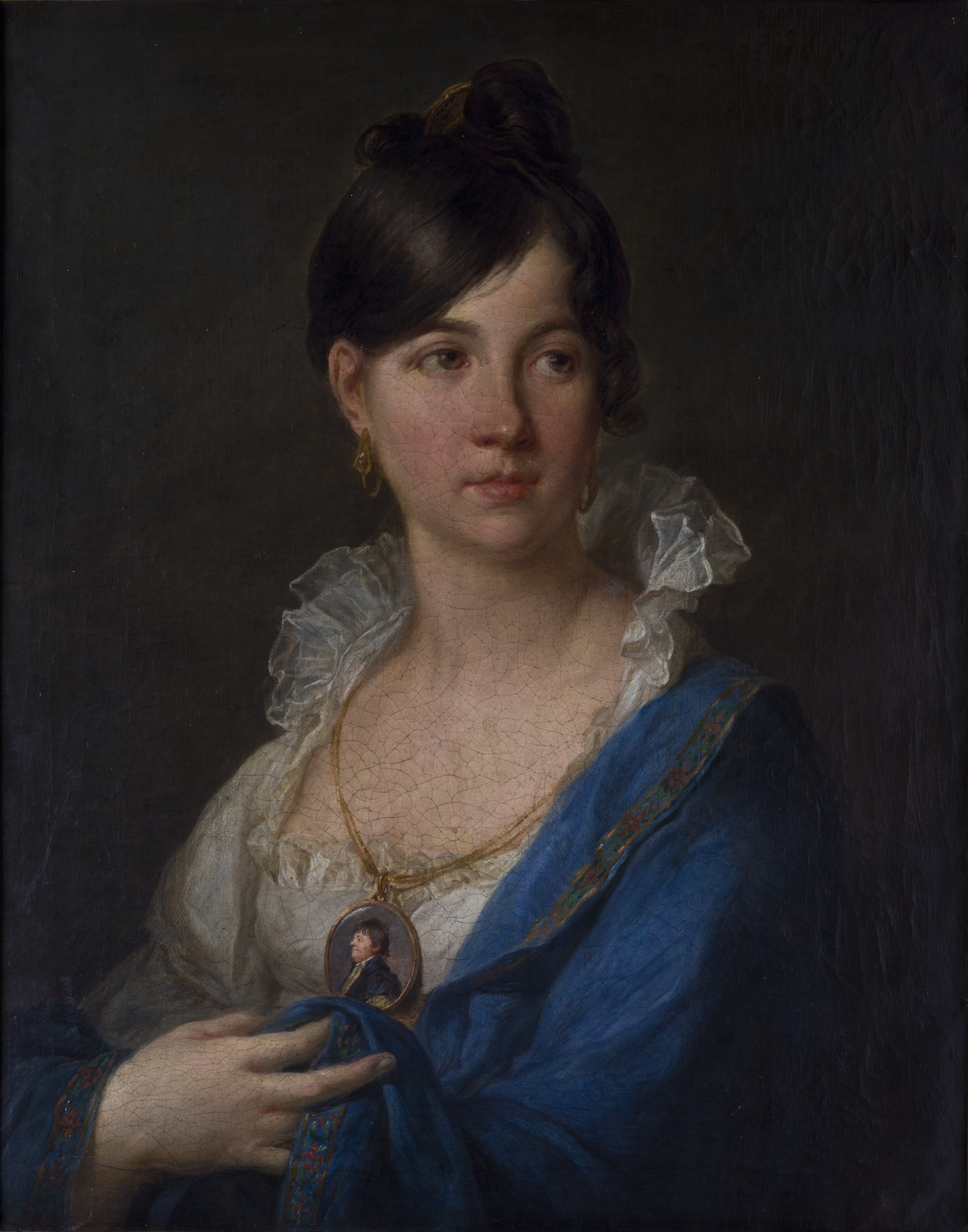
Franciszek Ksawery Lampi, Portret Marii Magnuszewskiej (ok. 1815)
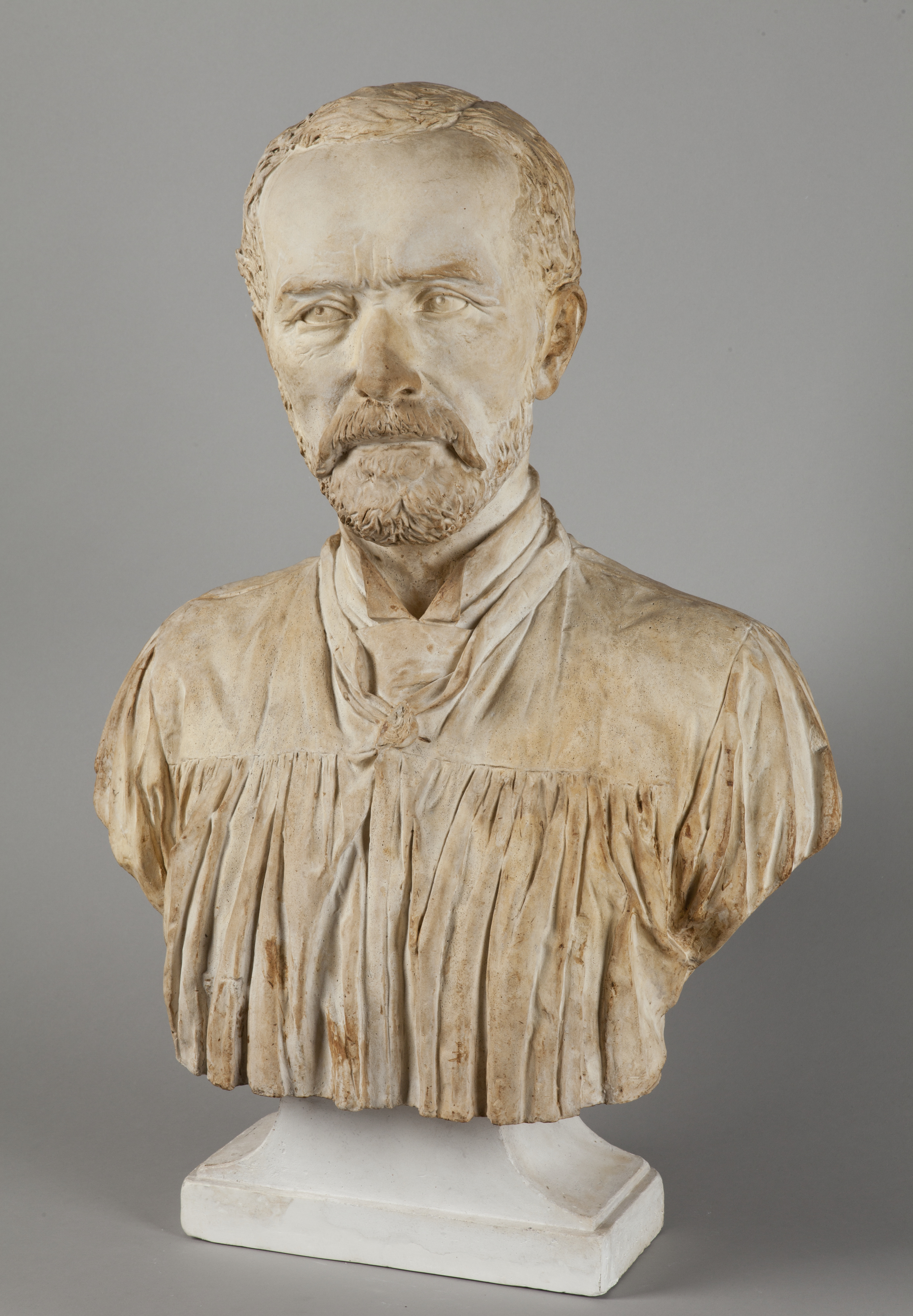
Jadwiga Milewska, Portret Marcelego Guyskiego (1892, rzeźba)
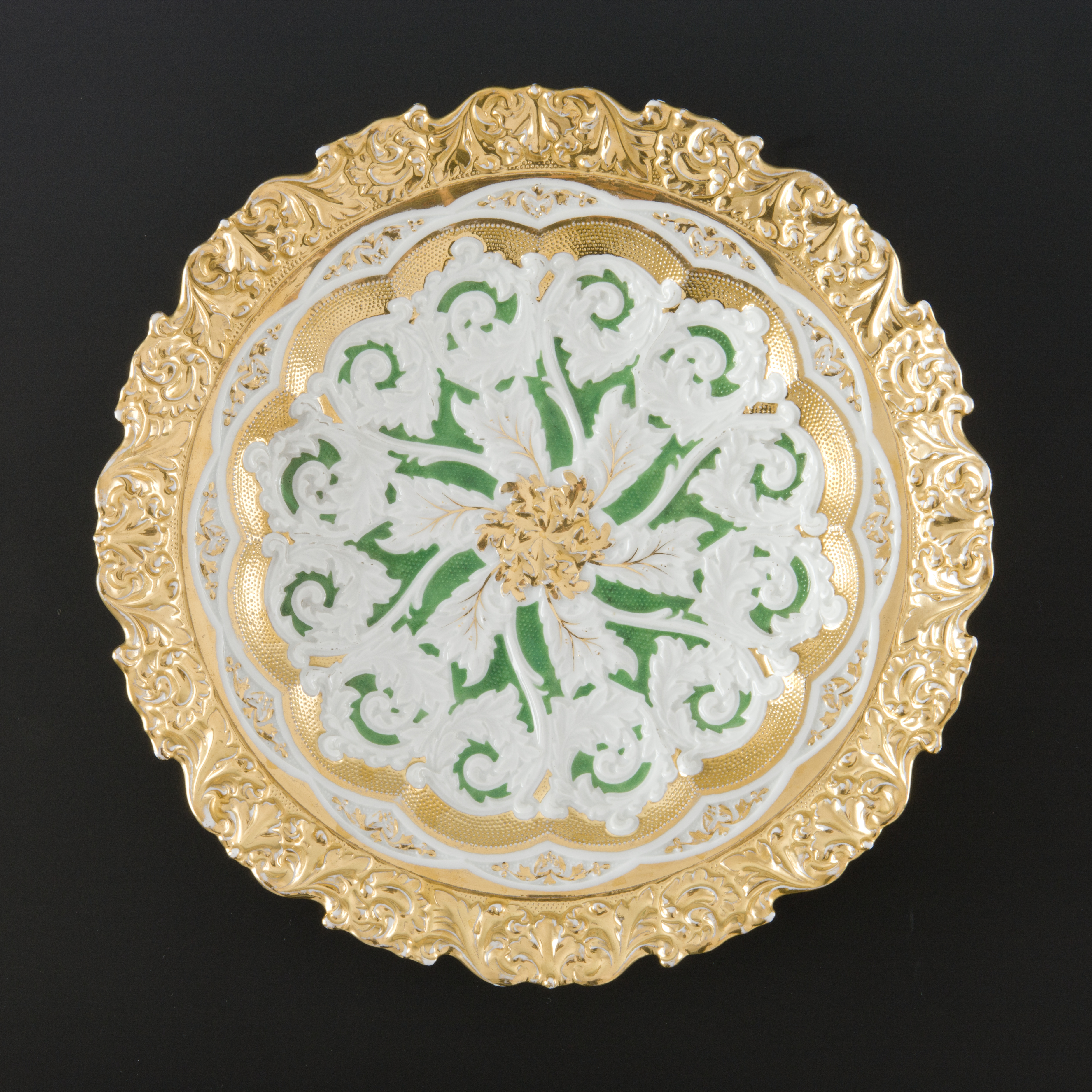
Talerz dekoracyjny, Miśnia (XIX wiek, ceramika)
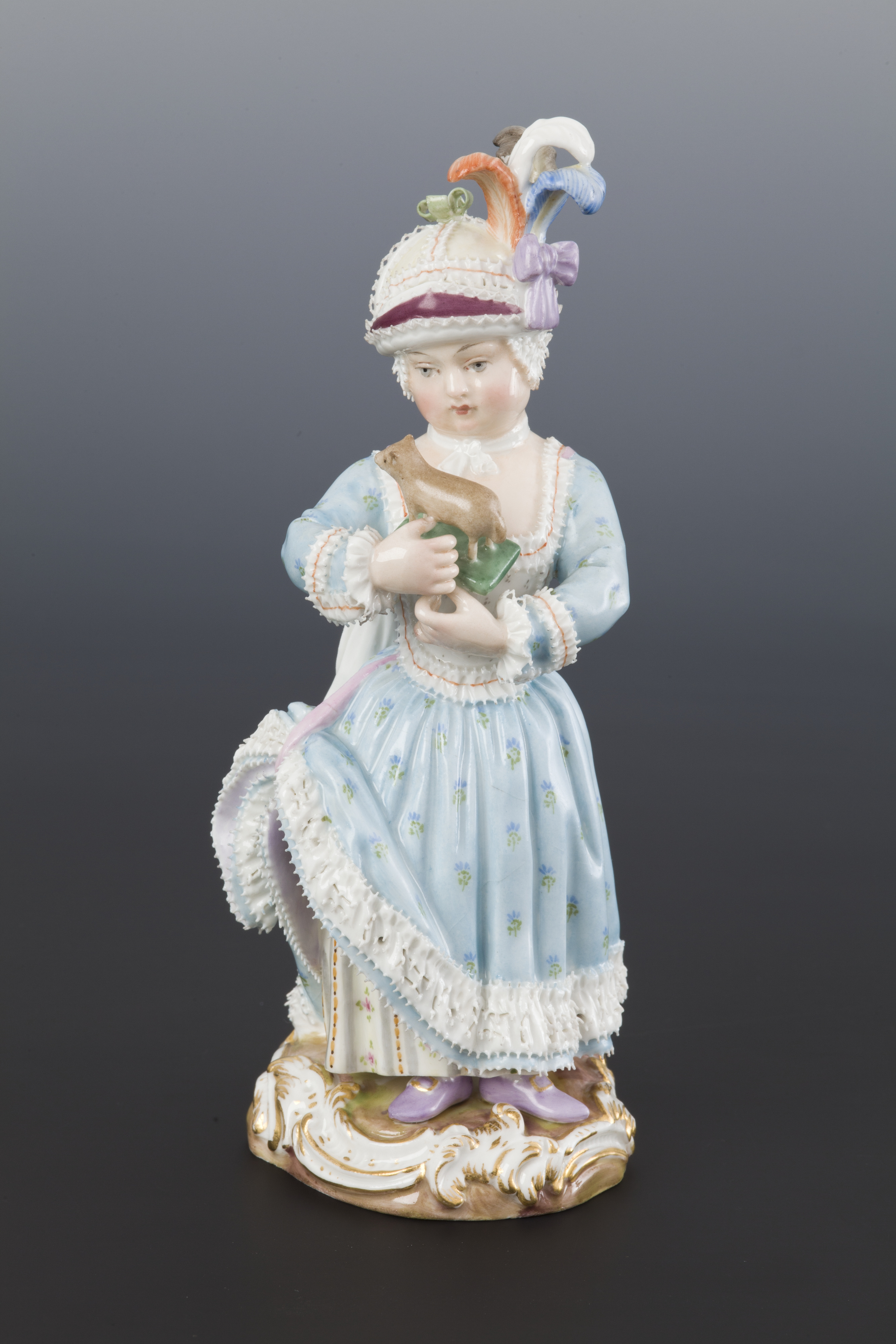
Dziewczynka z zabawką, Miśnia, XIX wiek (porcelanowa figurka)
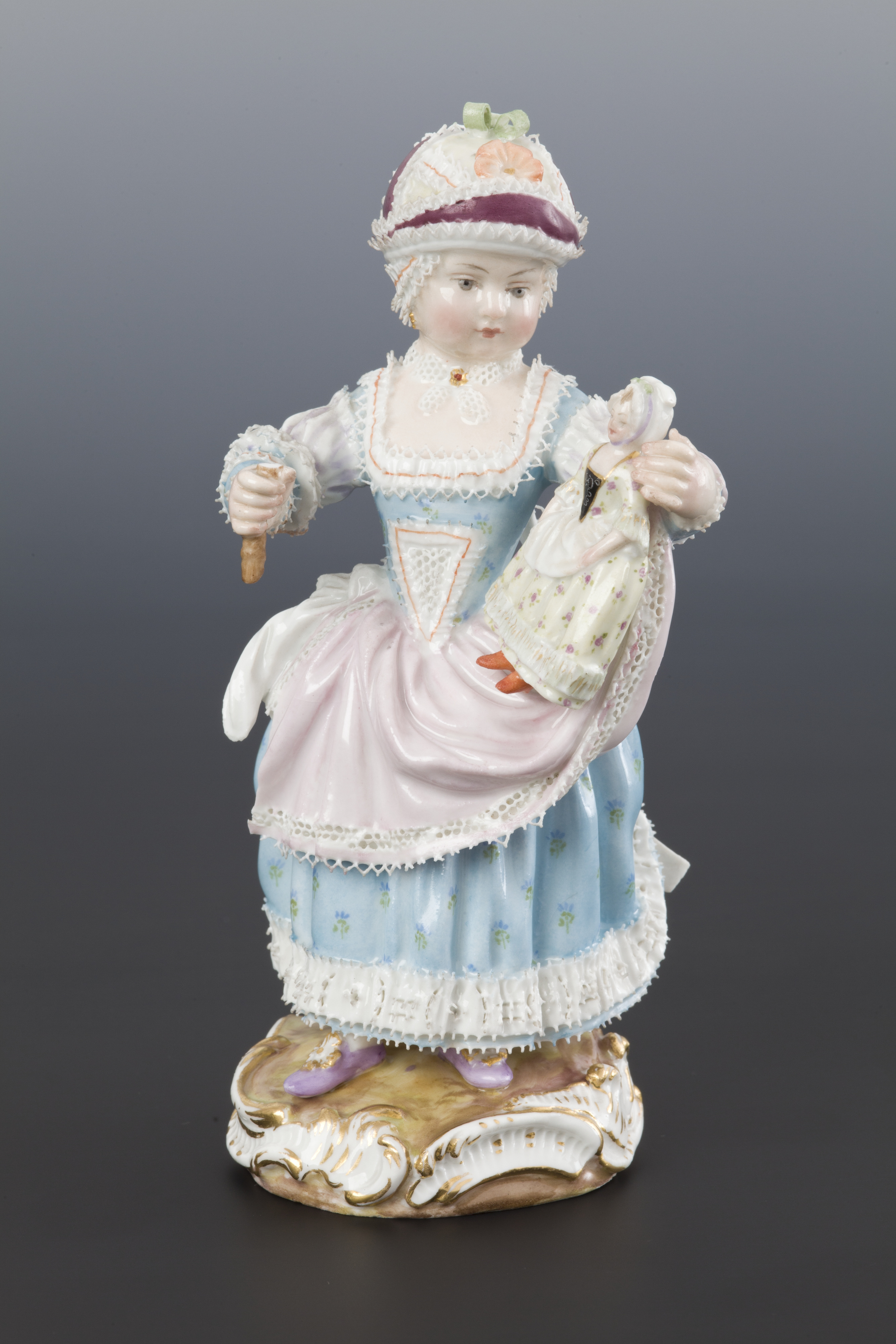
Dziewczynka z lalką, Miśnia, XIX wiek (porcelanowa figurka)